# Forte La Carnale

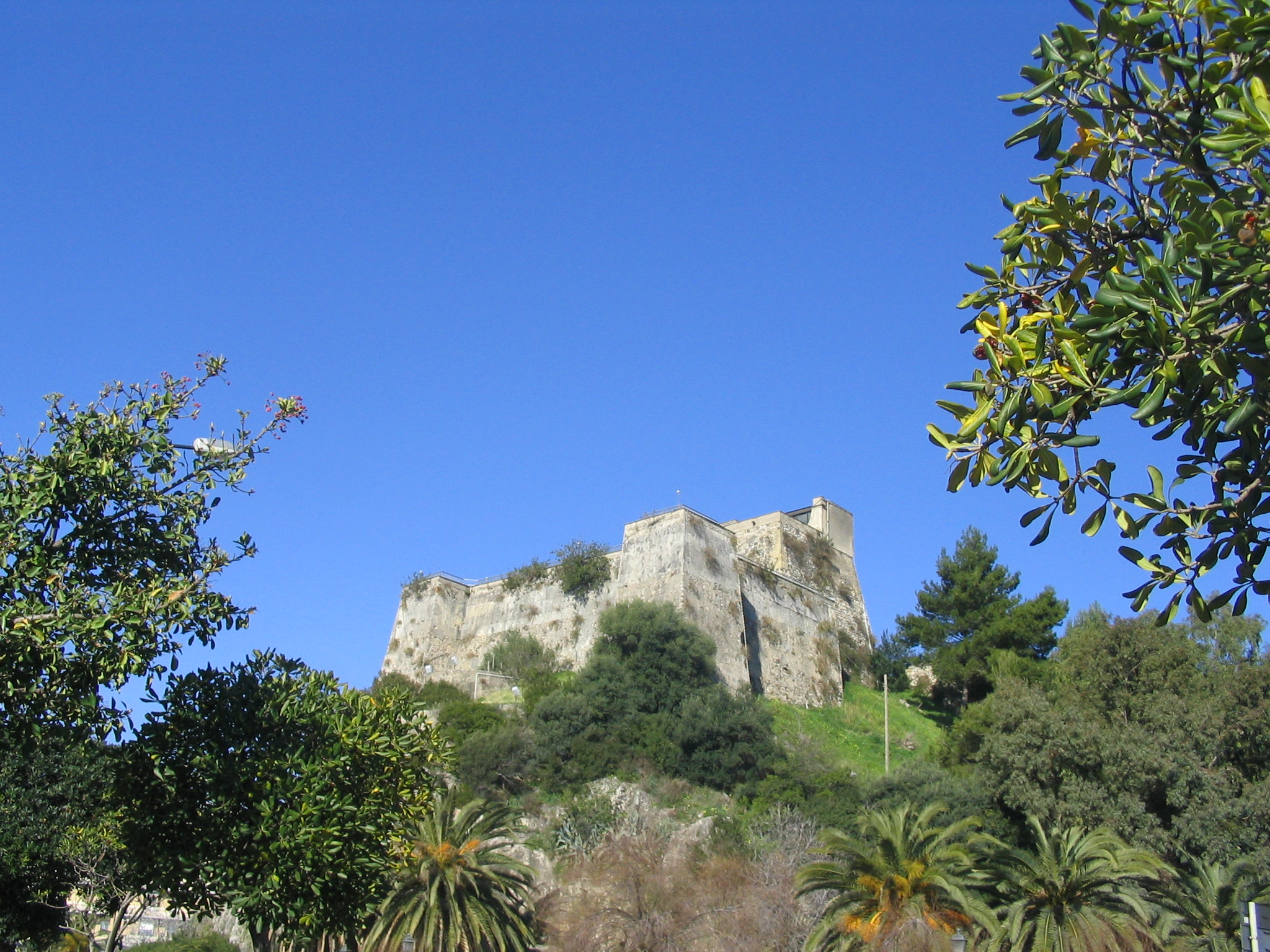
Forte La Carnale in Salerno von seinen Gärten aus

Das Forte La Carnale ist ein in den 1560er Jahren errichteter Sarazenenturm in der italienischen Stadt Salerno in Kampanien. Solche Türme wurden ab 1563 zur Verteidigung der Stadt gegen die Überfälle der Sarazenen errichtet. Die Bezeichnung Forte (dt. Festung) nimmt dagegen Bezug auf seinen festungsägnlichen Umbau im 19. Jahrhundert.

## Lage
Der Turm liegt im Viertel Torrione, einige Hundert Meter von der Mündung des Flusses Irno in das Tyrrhenische Meer entfernt auf dem Hügel Bellaria, der im Volksmund vor allem als Masso della Signora bekannt ist. Das Forte La Carnale ist Teil eines touristischen Komplexes, zusammen mit Tennis- und Hockeyplätzen, und einem kommunalen Hallenschwimmbad. Von seiner Terrasse aus hat man einen weiten Blick über den Golf von Salerno, an schönen Tagen von der Amalfiküste bis zur Costiera Cilentana.

## Geschichte und Beschreibung
Der Turm wurde im Auftrag des Unternehmers Andrea di Gaeta aus Coperchia, einem Ortsteil von Pellezzano, um 1563 errichtet. Er lag ursprünglich direkt am Meer und ist Teil des städtischen Küstenverteidigungssystems, zu dem auch den Torre Angellara gehört.
Der Turm hat einen quadratischen Grundriss, ist zinnenbewehrt und hat oben einen kleinen Aufbau, der als Unterkunft für die Soldaten diente. Er gehört zu den sogenannten „Kavallerietürmen“, weil von dort aus im Falle eines Angriffes Reiter losritten, um die Bevölkerung zu warnen.
Der Name „La Carniale“ nimmt Bezug auf eine 872 hier in der Umgebung stattgefundene Schlacht zwischen den Langobarden und den Sarazenen, die für Letztere in einem Blutbad (italienisch carnaio) endete. 
Im 17. Jahrhundert war der Bau Schauplatz des Volksaufstandes gegen die Aragónen unter Ippolito di Pastina, bekannt auch als „Masaniello salernitano“. Pastina richtete in dem Turm sein sogenanntes „Volkskommando“ ein und leistete von hier aus von 1647 an für ein Jahr Widerstand gegen die Spanier.
Während der 1764 grassierenden Hungersnot wurden in dem Turm die Hungertoten aufbewahrt.
Im Jahre 1828 wurde „La Carnale“ von den Bourbonen festungsartig ausgebaut und diente Franz I. als Ausguck zur Beobachtung seiner Militärmanöver. Nach der Einigung Italiens war der Bau bis 1924 ein Munitionsdepot. In dieser Zeit wurde er auch als „La Polveriera“ (dt.: Pulverturm) bezeichnet.
Im Zweiten Weltkrieg wurde der Turm als Bunker verstärkt und erlitt bei der Landung der Alliierten (Operation Avalanche) im September 1943 schwere Schäden.

### Zeitgenössischer Umbau
In den 1980er-Jahren wurde das Bauwerk vollständig umgebaut. Auf zwei Stockwerken wurden Säle für Ausstellungen, Konzerte, Tagungen eine Aussichtsterrasse und Gaststätten geschaffen sowie das Gebäude mit einem Panoramaaufzug ausgerüstet.

### Gärten
Der Bau besaß nach der Expansion der Stadt in den 1950er-Jahren eine kleine Grünfläche auf Straßenniveau entlang der Lungomare. Die in den 1990er-Jahren verwilderte Gartenanlage wurde von der Stadtverwaltung kürzlich wieder hergerichtet.